# Лето када сам научила да летим
Лето када сам научила да летим је омладински роман српске књижевнице Јасминке Петровић. Први пут је објављен 2015. године у издавачкој кући Креативни центар. У првих пет година доживео је шест издања, а објављен је и на Брајевом писму. Роман је драматизован и екранизован. Преведен је на неколико језика.
Ово је роман о одрастању, писан у форми дневника тринаестогодишње девојчице Софије из Београда, која летњи распуст проводи са бабом на Хвару, код бабине сестре Луције (нона Луце). Уз карактеристичну мешавину хумора, живописних ликова и аутентичног приказа људског искуства, Јасминка Петровић у овом роману пружа поглед на последице ратних сукоба и распада СФРЈ из перспективе данашње генерације младих, али истовремено се бави и универзалним темама одрастања, пријатељства и породице, у којима се може препознати сваки млади читалац или читатељка.

## Главни ликови
- Тринаестогодишња девојчица Софија из Београда,
- Марија (Маре), Софијина баба, рођена на Хвару, живи у Београду
- Луција (Луце), Маријина млађа сестра са Хвара
- Лука, Маријин старији брат са Хвара
- Лука (такође, добио име по деди), Лукин унук, Софијин рођак, такође са Хвара
- Ана, Лукина унука, Софијина рођака и вршњакиња, такође са Хвара
- Свен, Софијин вршњак из Шведске, који летује на Хвару и у којег се Софија заљубљује

## Радња романа
Лето када сам научила да летим је роман о одрастању, исприповедан у првом лицу, у облику дневника који током 23 ноћи проведене у Старом Граду на Хвару води тринаестогодишња девојчица Софија. Сиже обухвата период од поласка на летовање са бабом, код бабине сестре, нона Луце, до повратка у Београд. Летовање са две бабе свакако не звучи као летовање из снова једне тинејџерке. У малом месту где не познаје никог, не разуме речи, обичаје и реакције људи који је окружују, њено летовање почиње да личи на кошмар. Главна јунакиња повлачи се у књиге, музику и сањарење у нади да ће јој тако брже проћи време. Али лето је пуно изненађења и Софија полако открива да и у малом месту има људских прича достојних романа, а да се некад с баком и рођацима које једва познаје може лепше испричати него с најбољом другарицом из одељења.
Радња почиње у Београду, Софијиним припремама за одмор на Хвару, на који одлази са својом бабом Маријом. За бабу, међутим, одмор представља 23 године ишчекиван сусрет са млађом сестром Луцијом. Унутар идиличне приче о летовању, другарству и провлачи се дисонантна прича о ратном сукобу и распаду Социјалистичке Федеративне Републике Југославије. Претурајући по библиотеци бабине сестре, нона Луце, Софија наилази на њој непознату и неразумљиву књигу о Титу и Југославији. Њена питања и коментари изазивају расправу међу сестрама о комунизму, Титу и вредностима старог државног поретка из које постепено испливава прича о породичном расколу. Софијина баба Марија рођена је у Старом Граду, на острву Хвару. Отишла је на студије у Београд, удала се за Београђанина и остала у тада главном граду заједничке државе. Њен брат Лука и сестра Луција остали су на Хвару. Лука је у ратном сукобу 90-их изгубио сина. Због бола и очаја он је своје огорчење и осуду усмерио ка свим становницима Србије, па тако и према својој сестри. Свој став изнео је у писму препуном грубих осуда и увреда и брат и сестра прекинули су сваку комуникацију. Марија је толико повређена да одбија Лукину руку помирења и позив на рођенданско славље. Међутим, подстакнута сестрином болешћу и смртном опасношћу у којој се Луција нашла, она одлучује да опрости Луки незаслужене увреде и они се мире. Марија одлази са сестром у болницу у Сплит, а Софију оставља код Луке и његове породице, где девојчица упознаје своје рођаке, брата Луку (који је име добио по свом деди, исто као и Софијин рођени брат) и сестру Ану, своју вршњакињу.
Уз карактеристичну мешавину хумора, живописних ликова и аутентичног приказа људског искуства, Јасминка Петровић у овом роману пружа поглед на последице претходних деценија из перспективе данашње генерације младих, али истовремено се бави и универзалним темама одрастања, пријатељства и породице, у којима се може препознати сваки млади читалац или читатељка.

## О роману
Роман Лето када сам научила да летим бави се проблемима и потребама савремених тинејџера: дружење са вршњацима, осећај припадности, забава, љубав, несигурност, досада... Такође обрађује и однос старих и младих, као и последице које је рат деведесетих година у бившој Југославији оставио на међуљудске односе и друштво у Србији и Хрватској: мешовите бракове, блиске рођаке на зараћеним странама, погибије. Лет је метафора Софијине жеље за слободом и налажењем сопственог идентитета, а сусрети и доживљаји током летовања носе за њено сазревање важне поруке о љубави, разумевању, опраштању и превазилажењу бола.
Хумор који произлази из тинејџерског самосажаљења и осећања јунакиње да се „смара” са две бабе док се сви други боље забављају, преувеличавање и жалбе на неправедност живота, иронична, али и аутоиронична перспектива, блиски су младим читаоцима, а одлично познавање омладинског жаргона, као и вешто коришћење бодулског дијалекта (чакавска лексика) и српског језика као извор вербалне комике и комичних ситуација дају свежину делу и аутентичност јунакињи. Роман такође има и идеолошку позадину, ако се посматра у контексту тематизовања рата у бившој Југославији, а такође се може посматрати и као пример женског билдунгсромана.

### Језик у роману
Радња романа испричана је у првом лицу, сленгом једне београдске тинејџерке, али дијалози су писани оригиналним језиком актера - српским какав се говори у Београду и бодулским дијалектом, каквим се говори на далматинским острвима. Удео језичког у овом роману је изузетно велик, па се може рећи да је ово добрим делом и роман о језику. Савладавањем и усвајањем непознатог говора главна јунакиња учи да буде отворена према другачијем, што чини важан део њеног одрастања и самообликовања.
| Одговор на питање о томе како је рат почео дат је из више углова, језиком разумљивим младим читаоцима. |
| Из бабине перспективе: Рат ти је највећи бизнис. Некому је одговара да нас посвађа ... Неки богати и моћни. Они којима је увик мало, колико год да имају ... (започели су рат) Уз помоћ својих послушника који су утиривали народу страх у кости и ето ти. Из нонине перспективе: После Титове смрти све је пошло низдол. Били смо јадни и гладни и почели смо гледат једни другима у пјат. Срби су викали хлеб, Хрвати крух и свако је мислиа да је баш он у праву и бољи од оног другог и да заслужује већи дио ... Гађали су се најприје ријечима, а кад су их забољела грла и уши, прешли су на пушке и бомбе. И то ти је то. Софијино поимање ових објашњења дато је са становишта њене генерације: Ова нонина прича ми личи на неку видео-игрицу. Значи лудило! Размишљам о томе како је тотално кретенски да тек сад сазнајем да овде имам родбину, и то доста блиску родбину. |

### Друштвени контекст
У роману Лето када сам научила да летим запажа се идеолошка позадина приче. Јасминка Петровић у књижевност за децу храбро уноси тему рата на подручју бивше Социјалистичке Федеративне Републике Југославије и износи свој антиратни став. У расправама бабе и ноне евоцирају се ратне године, када су се најближи сродници, игром случаја, нашли на супротним странама и поставља се питање опроштаја. Етикетирање, окривљавање, одбацивање, повређеност и обострани бол део су ратне стварности, али сукоб одраслих није мотивисан идеолошки супротстављеним ставовима, већ болом који осећају због губитка који рат сам по себи доноси. Антиратна порука је недвосмислена, а слика друштва обухвата и виђење некадашњег предратног живота у заједничкој држави и савремени живот. Ауторка не избегава директан одговор на питања генерација младих које су рођене после распада Југославије и које расту у друштву у ком се стварају нови национални и културни идентитети, и које је обележено транзицијом, глобализмом и економском кризом.
Несумњив квалитет романа је у томе што се питања оружаног сукоба на територији бивше СФРЈ и пратећег раста етнонационализма обрађују на такав начин да могу да се утопе у Софијину причу. Основни тон романа остаје ведар, а психолошка тачка гледишта главне јунакиње указује на виталност младости.

## Награде
За књигу Лето када сам научила да летим Јасминка Петровић добила је бројне награде:
- Награда Невен удружења Пријатељи деце Србије (2016)
- Мали принц, награда Међународног дјечијег фестивала „Везени мост“ у Тузли (2016)
- Доситејево перо, награда дечје критике коју додељује удружење Пријатељи деце Вождовца (2016)
- Плави чуперак, награда Змајевих дечјих игара (2016)
- Сребрно Гашино перо за најдуховитију књигу на Фестивалу хумора за децу у Лазаревцу (2016)[2]

## Драматизација
Према роману Лето када сам научила да летим на Радију Београд 1 је 2017. емитована истоимена радио-драма. Радио драматизацију романа урадила је Тамара Барчков. У драми играју: Горица Поповић, Драгана Варагић, Миодраг Милованов, Ива Стефановић, Војко Шантић и Драгана Милошевић, а редитељка драме је Марија Крстић.
Студенти Факултета драмске уметности у Београду 2019. године осмислили су истоимену позоришну представу. Представу је режирао Патрик Лазић, а учествују Љиљана Ђурић, Драга Живановић и млади глумци Срна Ђенадић, Ђорђе Мишина и Андреј Јемцов. Представа је, у оквиру позоришног фестивала ФИСТ, гостовала у неколико градова Србије, а одиграна је и на позоришном фестивалу за децу Позоришту Звездаришту 2019. године.

## Екранизација
Октобра 2020. завршено је снимање истоименог филма по сценарију Љубице Луковић и у режији Радивоја Андрића. Премијера филма првобитно је била најављена за јесен 2021, али је филм званично почео да се приказује фебруара 2022. године. Премијера је била 16. фебруара у београдској Комбанк дворани.